# جاهي العظيمة لا يمكن أن تهزم
جاهي العظيمة لا يمكن أن تهزم (باليابانية: ！ジャヒー様はくじけない، بالروماجي: !Jahī-sama wa Kujikenai) (حرفيًا؛ السيدة جاهي لن تُحبط) سلسلة مانغا كوميدية يابانية من كتابة ورسوم «واكامي كونبو»، تصدر في مجلة الشونين غانغان جوكر الشهرية عن دار نشر سكوير إنكس منذ أغسطس 2017، يتم جمع فصولها لنشرها مجمعة في مجلدات تانكوبون وحتى ديسمبر 2021 سيكون صدر لها 8 مجلدات، حصلت المانغا على أنمي تلفزيوني من إنتاج ستوديو سيلفر لينك عرض في اليابان بين أغسطس وديسمبر من عام 2021.
تم ترخيص المانغا باللغة الإنجليزية ونشرها في أمريكا الشمالية من قبل قسم الكتب والمانغا في سكوير إنكس.

## القصة
تدور القصة حول «جاهي» وهي المسؤولة الثانية في مملكة الشياطين ذات سلطة وتحظى باحترام كبير، فجأة تجد نفسها في عالم البشر مجردة من قواها وحجمها قد تقلص بعد أن تقوم فتاة ساحرة بكسر بلورة تحتوي على طاقة مانا هائلة، تسرد المانغا قصة «جاهي» وحياتها اليومية في محيطها الجديد في عالم البشر وعملها من أجل استعادة شكلها السابق والبلورة التي تحطمت ومملكة الشياطين.

## الشخصيات
جاهي (ジャヒー، Jahī)
أداء صوتي: ناومي أوزورا
جاهي هي مساعدة ملك الشياطين والثانية من حيث الأهمية في مملكة الشياطين والتي تنتقل للعيش في عالم البشر بعد إنهيار مملكة الشياطين لكن بهيئة طفلة متقلصة وعديمة القوى بعد أن تقوم فتاة ساحرة بتحطيم بلورة سحرية، تهدف إلى إيجاد بلورات خاصة لتستعيد شكلها الحقيقي ومملكة الشياطين وحتى تحقيق هذا تكافح لتنتدمج في عالم البشر والتفاعل مع محيطها، تكون نشيطة دائمًا وواثقة وطموحة.
دوروجي (ドゥルジ، Douruji)
أداء صوتي: كانا هانازاوا
التالية في الرتبة بعد جاهي والتي تنتقل لعالم البشر تحت اسم دوجيما (堂島، Dōjima) رئيسة شركة للإستشارات، بينما جاهي تعيش بتعاسة في مبنى شقق متهالك، تعيش دوروجي حياة أنيقة في شقة خاصة.
المديرة (店長، Tenchō)
أداء صوتي: آي كايانو
مديرة حانة حانة ملك الشياطين (居酒屋まおう، Izakaya Maou) حيث تعمل جاهي بعد إنتقالها لعالم البشر، ودودة جدًا مع جاهي وتناديها هي-تشان (ひーちゃん، Hī-chan).
كيوكو جينغو (神宮 きょうこ، Jingū Kyōko)
أداء صوتي: سوميري أويساكا
فتاة ساحرة تقوم بتدمير عالم الشياطين، وتعمل في نفس الحانة مع جاهي.
ساروا (サルワ، Saruwa)
أداء صوتي: ميكاكو كوماتسو
المالكة (大家، Ōya)
أداء صوتي: يوكو هيكاسا
صاحبة مبنى الشقة التي تعيش فيها جاهي وشقيقة مديرة الحانة، تقوم بمضايقة جاهي غالبًا من أجل دفع إجار الشقة، ذات شخصية تسونديري.
كوكورو (こころ، Kokoro)
أداء صوتي: يوي أوغورا

## إعلام

### مانغا
صدرت المانغا أول مرة بشكل ون-شوت في مارس 2017، ثم تم تحويلها إلى سلسلة بعنوان «جاهي العظيمة لا يمكن أن تهزم!» في مجلة الشونين غانغان جوكر الشهرية التي تصدر عن دار نشر سكوير إنكس في أغسطس من نفس العام، جمعت فصولها في مجلدات تانكوبون صدر أولها يوم 22 فبراير 2018، وحتى ديسمبر 2021 سيكون قد نشر لها 8 مجلدات، في أمريكا الشمالية تم ترخيص المانغا باللغة الإنجليزية ونشرها من قبل قسم الكتب ومانغا في دار سكوير إنكس وحدد موعد نشر المجلد الأول بالإنجليزية في سبتمبر 2020 لكن بسبب تأثير جائحة كورونا تأجل موعد النشر حتى 20 يوليو 2021.

#### قائمة مجلدات المانغا
| م. | الإصدار الياباني | الإصدار الياباني       | الإصدار الإنجليزي | الإصدار الإنجليزي      |
| م. | تاريخ الإصدار    | ردمك                   | تاريخ الإصدار     | ردمك                   |
| -- | ---------------- | ---------------------- | ----------------- | ---------------------- |
| 1  | 22 فبراير 2018   | ISBN 978-4-7575-5634-8 | 20 يوليو 2021     | ISBN 978-1-6460-9076-1 |
| 2  | 21 أبريل 2018    | ISBN 978-4-7575-5697-3 | 23 نوفمبر 2021    | ISBN 978-1-6460-9077-8 |
| 3  | 22 أكتوبر 2018   | ISBN 978-4-7575-5885-4 | 12 يوليو 2022     | ISBN 978-1-6460-9078-5 |
| 4  | 22 أبريل 2019    | ISBN 978-4-7575-6023-9 | 11 أكتوبر 2022    | ISBN 978-1-6460-9079-2 |
| 5  | 21 سبتمبر 2019   | ISBN 978-4-7575-6209-7 | —                 | —                      |
| 6  | 22 أبريل 2020    | ISBN 978-4-7575-6617-0 | —                 | —                      |
| 7  | 20 يوليو 2021    | ISBN 978-4-7575-7104-4 | —                 | —                      |
| 8  | 22 ديسمبر 2021   | ISBN 978-4-7575-7637-7 | —                 | —                      |

### أنمي
تم الإعلان عن مسلسل أنمي تلفزيوني مبني على المانغا يوم 16 أبريل 2021، الأنمي من إنتاج ستوديو سيلفر لينك وإخراج «ميراي ميناتو» وكتابة ميتشيكو يوكوتي [الإنجليزية]، تصميم الشخصيات والإشراف العام على التحريك من قبل «ساوري ناكاشيكي»، ألحان الموسيقى من قبل «كوجي فوجيموتو» و«أوسامو ساساكي»، بدأ عرض الأنمي المتكون من 20 حلقة على تلفزيون أساهي وأي-بي-سي [الإنجليزية] يوم 1 أغسطس وإنتهى يوم 19 ديسمبر2021.
أغنية المقدمة بعنوان (وضع قتالي؛Fightin★Pose) من أداء يوي أوغورا، بينما أغنية النهاية والتي بعنوان (بمعنى آخر لن أهزم أبدًا؛つまりはいつもくじけない！) ستكون من أداء فرقة باسم «نيغي-يو؛NEGI☆U» من يوتيوبرز إفتراضيات [الإنجليزية] متكونة من (ميناتو أكوا، وأوزورا سوبارو، وموموسوزو نيني) التابعين لشركة الإنتاج الإفتراضي هولولايف برودكشن [الإنجليزية].
تم ترخيص الأنمي للعرض خارج آسيا من قبل كرانشيرول.

#### قائمة الحلقات
| ر. الإجمالي | العنوان                                  | العنوان الأصلي                                                 | المخرج                       | الكاتب         | لوحة قصصية                                                      | تاريخ العرض الأصلي |
| ----------- | ---------------------------------------- | -------------------------------------------------------------- | ---------------------------- | -------------- | --------------------------------------------------------------- | ------------------ |
| 1           | «جاهي العظيمة لا يمكنها العودة!»         | ジャヒー様はもどれない! Jahī-sama wa Modorenai!                | ميراي ميناتو                 | ميتشيكو يوكوتي | ميراي ميناتو                                                    | 1 أغسطس 2021       |
| 2           | «دروجي لا تطرح أيّ أسئلة!»                | ドゥルジ嬢は疑わない! Duruji Jō wa Utagawanai!                 | هيدي-أكي أويهارا             | ميتشيكو يوكوتي | كوجي ساواي                                                      | 8 أغسطس 2021       |
| 3           | «جاهي العظيمة لا يمكنها التباهي...»      | ジャヒー様は自慢できない… Jahī-sama wa Jiman Dekinai...        | هيديهيكو كادوتا              | ميتشيكو يوكوتي | هيروميتسو كانازاوا                                              | 15 أغسطس 2021      |
| 4           | «ساروا لا تخطئ أبدًا؟»                    | サルワさんはぬかりない? Saruwa-san wa Nukarinai?               | كوئيتشيرو كورودا             | ميساكي موريئي  | شينئيتشي واتانابي                                               | 29 أغسطس 2021      |
| 5           | «جاهي العظيمة ليست مريبة؟!»              | ジャヒー様は怪しくない!? Jahī-sama wa Ayashikunai!?            | يوشي إبيه                    | توكو ماتشيدا   | ميراي ميناتو شينئيتشي واتانابي                                  | 5 سبتمبر 2021      |
| 6           | «جاهي العظيمة لا تملك أيّ فرصة...»        | ジャヒー様は勝てそうもない… Jahī-sama wa Katesō mo nai...      | تشيهيرو كومانو               | توكو ماتشيدا   | شينئيتشي واتانابي                                               | 12 سبتمبر 2021     |
| 7           | «جاهي العظيمة لا تلعب!»                  | ジャヒー様は遊ばない！ Jahī-sama wa Asobanai!                  | ميراي ميناتو                 | ميتشيكو يوكوتي | هيروميتسو كانازاوا                                              | 19 سبتمبر 2021     |
| 8           | «جاهي العظيمة لا يمكنها الاستحمام!»      | ジャヒー様はお風呂に入れない！ Jahī-sama wa Ofuro ni Hairenai! | ميسوزو هوشينو                | أيا ماتسوي     | تيتسورو أمينو                                                   | 26 سبتمبر 2021     |
| 9           | «ساروا لا ترتاح أبدًا...»                 | サルワさんは癒されない… Saruwa-san wa Iyasarenai...            | ميراي ميناتو                 | ميساكي موريئي  | ميانا أوكيتا                                                    | 3 أكتوبر 2021      |
| 10          | «الفتاة السحرية لن تخسر!»                | 魔法少女は負けられない！ Mahō Shōjo wa Makerarenai!            | رين تيراؤكا ميراي ميناتو     | توكو ماتشيدا   | هيدي-أكي أويهارا ميراي ميناتو                                   | 10 أكتوبر 2021     |
| 11          | «المالكة لا يمكنها العودة إلى المنزل...» | 大家は帰れない… Ōya wa Kaerenai...                             | يوسكي أونودا                 | أيا ماتسوي     | شينئيتشي واتانابي                                               | 17 أكتوبر 2021     |
| 12          | «كوكورو لا يمكنها أن تخون؟»              | こころちゃんは裏切らない？ Kokoro-chan wa Uragiranai?          | هيديهيكو كادوتا ميراي ميناتو | ميساكي موريئي  | هيروميتسو كانازاوا ميراي ميناتو                                 | 24 أكتوبر 2021     |
| 13          | «دروجي ليست سعيدة!»                      | ドゥルジ嬢は悦ばない！ Duruji Jō wa Yorokobanai!               | يوشي إبيه                    | ميتشيكو يوكوتي | تيتسورو أمينو                                                   | 31 أكتوبر 2021     |
| 14          | «الفتاة السحرية لن تقاتل!»               | 魔法少女は戦わない！ Mahō Shōjo wa Tatakawanai!                | ميراي ميناتو                 | توكو ماتشيدا   | كوبا شيبا                                                       | 7 نوفمبر 2021      |
| 15          | «المديرة لا تستطيع أن تقرّر!»             | 店長は決められない！ Tenchō wa Kimerarenai!                    | يوشي إبيه ميساكي نيشيموتو    | أيا ماتسوي     | ميانا أوكيتا                                                    | 14 نوفمبر 2021     |
| 16          | «سيدة الظلام لا تتردّد!»                  | 魔王様は遠慮しない！ Maō-sama wa Enryo Shinai!                 | يوشيفومي سويدا               | ميساكي موريئي  | شينئيتشي واتانابي                                               | 21 نوفمبر 2021     |
| 17          | «جاهي العظيمة لا تستطيع النوم...»        | ジャヒー様は眠れない… Jahī-sama wa Nemurenai...                | تشيهيرو كومانو               | ميتشيكو يوكوتي | تيتسورو أمينو                                                   | 28 نوفمبر 2021     |
| 18          | «ساروا لن تخسر!»                         | サルワさんは敗れない！ Saruwa-san wa Yaburenai!                | يوشي إبيه                    | ميتشيكو يوكوتي | شينئيتشي واتانابي                                               | 5 ديسمبر 2021      |
| 19          | «سيدة الظلام لا هوادة فيها؟!»            | 魔王様は容赦ない！？ Maō-sama wa Yōshanai!?                    | ميسوزو هوشينو                | ميتشيكو يوكوتي | ميانا أوكيتا                                                    | 12 ديسمبر 2021     |
| 20 أخيرة    | «جاهي العظيمة لن تهزم!»                  | ジャヒー様はくじけない！ Jahī-sama wa Kujikenai!               | ميراي ميناتو ياماتو أوتشي    | ميتشيكو يوكوتي | ميراي ميناتو هيروميتسو كانازاوا هيروشي يونيدا شينئيتشي واتانابي | 19 ديسمبر 2021     |

## طالع أيضًا
- حسنا انا عنكبوت، ماذا في ذلك؟
- كيمونو جيهين
- غير الكفوء في أكاديمية الملك الشيطان
- النوم في قلعة الشيطان
- جاشين تشان دروبكيك
- الأنمي في 2021

## روابط خارجية
- الموقع الرسمي للمانغا (باليابانية)
- الموقع الرسمي للمانغا المرخصة (بالإنجليزية)
- الموقع الرسمي للأنمي (باليابانية)
- جاهي العظيمة لا يمكن أن تهزم (مانجا) في شبكة أخبار الأنمي